# Lima (ur. 1986)
Lima, właśc. Severino Lima de Moura (ur. 17 maja 1986 w Rio de Janeiro) – brazylijski piłkarz, grający na pozycji napastnika.

## Kariera klubowa
W 2006 rozpoczął karierę piłkarską we CR Flamengo. W 2007 wyjechał do Europy, gdzie występował w litewskim FK Vėtra. Latem 2007 przeszedł do Ilicziwca Mariupol, któremu pomógł awansować do Premier-lihi. W styczniu 2010 został piłkarzem greckiego klubu Ethnikos Pireus.

## Sukcesy i odznaczenia

### Sukcesy klubowe
- mistrz Perszej Lihi Ukrainy: 2007/08